# 독일의 성소수자 권리
독일은 성소수자 인권 문제에 관하여 유럽에서 가장 진보된 국가들 중 하나이다. 독일 제국과 나치 독일은 형법 175조에 근거한 기존의 억압 정책을 고수하였다. 하지만 바이마르 공화국과 서독의 시대에는 활동가들이 그러한 정책을 폐기하기 위한 활동을 벌였다. 해당 법은 1950년에 약해지기 시작했으며, 1968년 동독에서는 실질적으로 폐기되었고 1994년 통일 독일에서는 완전히 삭제되었다.

## 역사
중세 서유럽에서 남성간 동성애는 소도미법 하에 금지되었고, 독일 제국이 형성된 1871년에는 형법 175조 아래 범죄로 규정되었다. 나치 정권에서 형법 175조가 확장됨에 따라 희생자는 열 배가량 늘어 1년에 8000여 명이 되었다. 형벌은 극심하였고, 강제 수용소에 5000~15000명의 사람들이 수감되어 사망하였다.
나치의 탄압은 1950년 동독에 이르러 끝났으나, 1968년까지 남성간 동성애는 여전히 범법 행위로 규정되어 있었다. 서독은 좀 더 억압적인 정책을 고수하였으나 1969년에는 남성간 동성애를 합법화한다. 1987년 동독의 법원 판결에서 성관계 승낙 연령은 이성/동성과 관계 없이 같아졌으며, 서독에서도 1989년 뒤따랐다. 현재 승낙 연령은 성적 지향에 상관 없이 14세이다.

## 동성 동반자의 법적 지위
독일에는 동성 커플을 법적으로 인정해준다. 시민 결합 제도는 2001년부터 시행되어 동성 커플들은 상속, 이혼 수당, 건강 보험, 이민, 병원 및 교도소 방문, 개명 등에 있어서 다양한 권리와 의무를 지니게 되었다. 2004년에는 이혼시 입양에 대한 권리도 개정되었다.
또한 그 해에는 사민당과 녹색당이 동성 결혼을 허용하는 법안을 발의했다. 시민 결합 제도에 의한 동성 커플들은 혼인 관계에 의한 세금 혜택을 받지 못한다.
유럽 사법 재판소는 동성 커플이 사실상 혼인 관계와 같다며 이들에 대한 미망인 연금 지불을 거부하는 것은 명백한 차별이라고 판결을 내렸다.

## 요약표
| 동성애 합법 여부                       | (1969년)         |
| 평등한 성적자기결정권 허용 연령        | (1994년)         |
| 고용 차별금지법                        | (2006년)         |
| 재화 및 서비스 제공 차별금지법         | (2006년)         |
| 혐오 발언 등 전 분야에 대한 차별금지법 | / (주 마다 다름) |
| 동성결혼                               | (2017년)         |
| 시민결합 등 동성 동반자의 법적 인정    | (2001년)         |
| 동성 동반자의 입양권                   | (2017년)         |
| 남성 동성애자의 군 복무 가능           | (2000년)         |
| 성 전환 법적 인정                      | (2006년)         |
| 상업적 대리모                          | No               |
| 여성 동성커플의 체외 수정 시술 접근권  | Yes              |
| 남성과 성교하는 남성의 헌혈            | No               |
| 성소수자 주제에 대한 표현의 자유       | Yes              |

## 같이 보기
- 독일의 동성결혼